# Charaxes brutus
Charaxes brutus са вид насекоми от семейство Многоцветници (Nymphalidae).

## Разпространение
Разпространени са в по-голямата част от Субсахарска Африка.

## Описание
С размах на крилете 8 – 10 cm Charaxes brutus е сред дребните представители на семейството.

## Подвидове
- Charaxes brutus alcyone
- Charaxes brutus angustus
- Charaxes brutus natalensis
- Charaxes brutus roberti